# Antica religione semitica
L'antica religione semitica comprende le religioni praticate dai popoli semitici del Vicino Oriente e del nord dell'Africa. Tali religioni sono strettamente interconnesse con la religione mesopotamica, della quale rappresentarono trasposizioni in lingua semitica. Dal momento che il termine "semita" di per sé rappresenta una categoria di massima quando si parla di culture, al contrario delle lingue, i limiti definitivi del termine "antica religione semitica" sono solo approssimativi.
Le tradizioni semitiche e la loro gerarchia di divinità si articolavano in varianti regionali: religione cananea nel Levante, religione assiro-babilonese di origine sumera, e religione araba pre-islamica. Caratterizzate da politeismo (culto a più figure divine) e da una tendenza teologica al monismo, queste religioni diedero luogo alle religioni abramitiche, caratterizzate da un monoteismo esclusivo. Il Dio supremo delle religioni semitiche, El, in ebraico Eloah e in arabo Allah, divenne poi il dio unico delle religioni abramitiche.

## Pantheon proto-semitico
Abbreviazioni: Ac. Accadico; Ug. Ugaritico; Pp. Fenicio; Ib. Ebraico; Ar. Arabo; OSA Sudarabico; Et. Etiopico
- ʼIl - "Dio" (dio del cielo, dio supremo: Ac. Ilu, Ug. El, Pp. ʼl/Ēlos, Ib. Eloah, Ar. Allāh, OSA ʼl).
- ʼAṯiratu - (paredra di Ilu: Ug. Aṯrt, Ib. Ašērāh, OSA ʼṯrt) - anche chiamata ʼIlatu "Dea" (Ac. Ilat, Pp. ʼlt, Ar. Allāt).
- ʻAṯtaru - (dio della fertilità: Ug. ʻṯtr, OSA ʻṯtr, Et. ʻAstar).
- ʻAṯtartu - (dea della fertilità: Ac. Ištar, Ug. ʻṯtrt, Pp. ʻštrt / Astarte, Ib. ʻAštoreṯ) - il significato del nome è probabilmente "stella".
- Haddu/Hadadu - (dio delle tempeste: Ac. Adad, Ug. Hd, Pp. Adodos) - il significato del nome è probabilmente "fulmine" - noto anche come Baʻlu, "signore" (Ac. Bel, Ug. Bʻl, Pp. Bʻl / Belos, Ib. Baʻal).
- Śamšu - "Sole" (dea del sole: Ug. Špš, OSA: Šmš, but Ac. Šamaš).
- Wariḫu - "Luna" (dio della luna: Ug. Yrḫ, Ib. Yārēaḥ, OSA Wrḫ).

## Accadici, assiri e babilonesi
Quando vennero identificati i cinque pianeti, furono associati al sole e alla luna e collegati con le principali divinità del pantheon babilonese. Un elenco bilingue del British Museum organizza il gruppo planetario a sette punte nel seguente ordine:
- Sin (la Luna)
- Shamash (il Sole)
- Marduk (Giove)
- Ishtar (Venere)
- Ninurta (Saturno)
- Nabu (Mercurio)
- Nergal (Marte)

La religione dell'impero assiro (talvolta chiamata Ashurismo) era centrata su Assur, patrono delle città di Assur e sulla dea Ishtar, patrona di Ninive. L'ultima culto registrato di Assur e altri dei assiri risale al III secolo.
Ashur, la divinità protettrice della capitale Assur dalla tarda età del bronzo, era in costante rivalità con la divinità protettrice della Babilonia, Marduk. In Assiria, Assur sostituì Marduk, diventando il marito di Ishtar.
I maggiori dei assiri-babilonesi e accadici erano:
- Ashur  Anshar, patrono di Assur
- Ishtar, (Astarte), dea dell'amore e della guerra e patrona di Ninive
- Nabu - dio della scrittura
- Nergal - dio dell'aldilà
- Tiāmat - dea del mare
- Samnuha[4]
- Kubaba[5]
- Marduk
- Enlil
- Ninlil
- Nisroch
- Hanbi - padre di Pazuzu
- Anu
- Ea, Sumero Enki - dio dell'artigianato
- Kishar
- Sin / Suen, Sumero Nanna - dio della Luna
- Ishara
- Shamash - dio del Sole
- Adad/Hadad[6]
- Dagan/Dagon
- Bel
- Tammuz

I più importanti demoni ed eroi assiro-babilonesi:
- Adapa (Oannes)
- Gilgamesh
- Lugalbanda
- Lilitu
- Pazuzu
- Ninurta[7][8]

## Canaan
La religione cananea era la religione del popolo che viveva nell'antico Levante tra l'età del bronzo e quella del ferro. Prima degli scavi della città di Ras Shamra (nota anticamente come Ugarit) nel nord della Siria e della scoperta del suo archivio, dell'età del bronzo, costituito da tavolette d'argilla scritte in cuneiforme, molto poco si conosceva della religione cananita. Il papiro sembra essere stato il materiale di scrittura preferito dagli scribi dell'epoca. A differenza dei documenti di papiro che si trovano in Egitto, questi si rovinarono rapidamente per l'esposizione all'umido clima mediterraneo. Di conseguenza, i racconti della Bibbia sono le fonti primarie di informazione sulla religione antica cananea. Questi racconti sono completati da diverse fonti greche secondarie e terziarie, tra cui il trattato di Luciano di Samosata, De dea Syria (La dea siriana), frammenti della Storia fenicia di Filone di Biblo e gli scritti di Damascio. Ulteriori informazioni sulla religione sono stati scoperti attraverso recenti studi del materiale ugaritico e iscrizioni del Levante da Tel Mardikh archive (scavate nei primi anni 1960).
La religione cananea mostra la chiara influenza delle pratiche religiose della Mesopotamia e dell'antico Egitto. Come altri popoli del vicino oriente antico, i Cananei erano politeisti, con le famiglie che, di solito, si concentravano sul culto di divinità ancestrali penati e dee pur riconoscendo l'esistenza di altre divinità come Baal, Anat e El. Anche i re svolgevano un ruolo importante nella religione in alcune cerimonie, come il matrimonio sacro della festività di Capodanno, e potrebbero essere stati venerati come dei.
Secondo il Pantheon, che è noto in lingua ugarica come 'ilhm (Elohim) o figlio di El (cfr il biblico "figli di Dio"),  era conosciuto come Elion (biblico El Elyon), che era il padre delle divinità. Nelle fonti greche era sposato con Beruth (Beirut, la città). Il Pantheon è stato presumibilmente ricavato, da Filone di Biblo, da Sanconiatone di Berythus (Beirut). Questo matrimonio della divinità con la città sembra avere paralleli biblici con le storie che legano Melqart a Tiro; Yahweh a Gerusalemme; Tanit e Baal Hammon a Cartagine. El Elyon è menzionato come  Dio Altissimo in Genesi 14,18-19 come il Dio di cui era sacerdote Melchisedec re di Salem.
Filone affermò anche che Urano e Gea (nomi greci per cielo e terra) erano nati dall'unione di El Elyon e della sua consorte. Questo ricorda molto da vicino il verso di apertura della Genesi 1:1 In principio Dio (Elohim) creò il cielo (Shemayim) e la Terra (Eretz). Vi è anche un parallelo con la storia babilonese di Anunnaki.

## Religioni abramitiche
L'Enūma eliš è stato comparato alla storia della creazione in Genesi. Alcuni scrittori tracciano la storia di Ester alle radici di Babilonia.
El Elyon appare anche nella storia di Balaam in Numeri e nel canto di Mosè nel Deuteronomio 32,8. I testi masoretici suggeriscono:
Quando l'Altissimo (`Elyon) diede alle nazioni la loro eredità, separò i figli dell'uomo (Adamo); egli fissò i confini dei popoli, tenendo conto del numero dei figli d'Israele.
Piuttosto che "figli d'Israele", il Septuaginta, il Vecchio Testamento in greco, dice "angeli di Dio", e alcune versioni anche huiōn theou (figli di Dio). I manoscritti del Mar Morto suggeriscono vi erano 70, del dio più importante, inviati a regnare sulle 70 nazioni della Terra. Questa idea di 70 nazioni della Terra, ciascuna governata da un figlio di Elohim (figli di Dio), si trova anche in testi in lingua ugaritica. Le iscrizioni presenti sul sito di Arslan Tash suggeriscono che ognuno dei 70 figli di El Elyon era destinato al suo popolo da un patto.
Dalla traduzione da Crossan:
L'Eterno (`Olam) ha fatto un patto di alleanza con noi,
Asherah ha fatto (un patto) con noi.
E tutti i figli di El,
E il gran consiglio di tutti i santi (Qedesh).
Con giuramenti del Cielo e dell'antica Terra.